# Georg Kindermann (Maler)

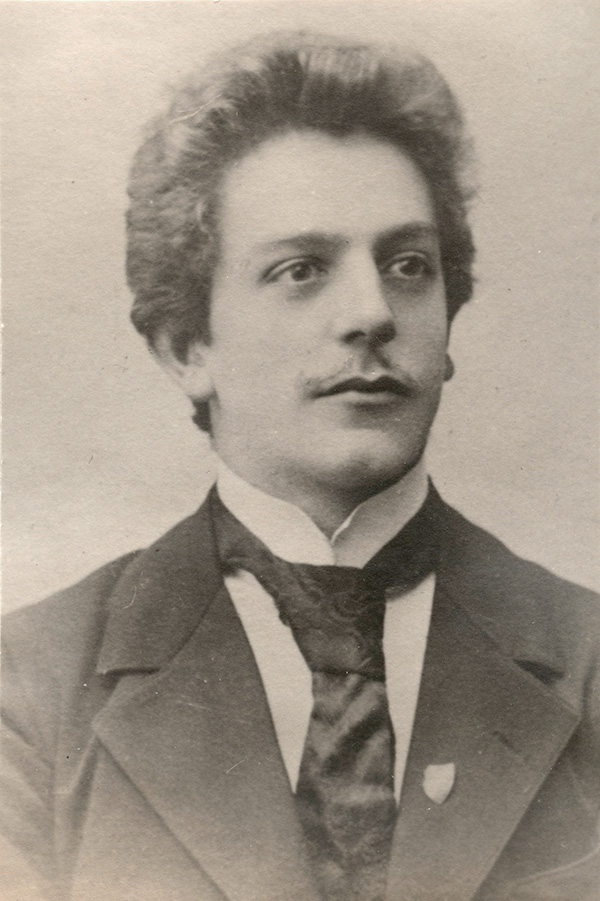
Porträt (Brustbild) des jungen Georg Kindermann;
unbekannter Fotograf, um 1900

Georg Kindermann (geboren 1879 in Hannover; gestorben 1946) war ein deutscher Maler, Dekorationsmaler und Kunstprofessor und Mitbegründer des Sportvereins Hannover 96.

## Leben

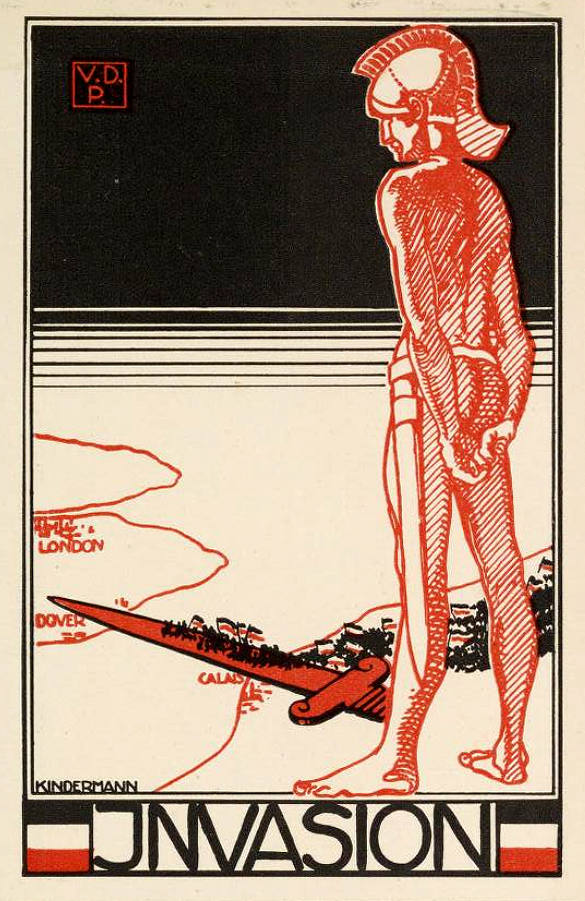
1915 durch den Verein der Plakatfreunde, Ortsgruppe Hannover, preisgekrönter Entwurf der Kriegspostkarte „Invasion“ von Kindermann

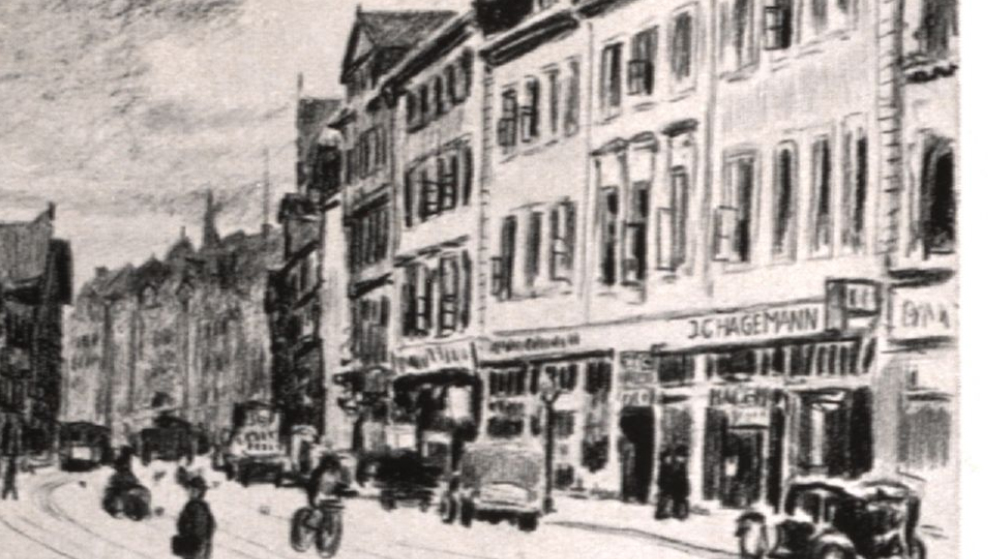
„Blick durch die Schmiedestraße“;
mit dem Haus J. C. Hagemann; Zeichnung im Adressbuch Hannover, 1937

Georg Kindermann wuchs in Hannover auf, wo er die Bürgerschule Meterstraße in der Südstadt besuchte. Konrektor der Schule war Ferdinand Wilhelm Fricke. Der im Jahr 1863 geborene Fricke hatte als Schüler in den 1870er Jahren den aufgrund der ehemaligen Personalunion zwischen Großbritannien und Hannover zahlreich in Hannover lebenden Engländern gepflegten Rasensport Rugby erlernt und daraufhin gemeinsam mit anderen wohlhabenden Bürgersöhnen den später so benannten Deutschen Sportverein Hannover 1878 (DSV 1878) gegründet.
Nachdem dem DSV von 1878 jedoch viele Jahre gegnerische Mannschaften vor Ort fehlten, forderte der mittlerweile an der Meterstraße unterrichtende Fricke im Jahr 1896 die ebenfalls Rugby-begeisterten Absolventen der Schule in der Meterstraße zur Gründung eines eigenen Vereins auf. Schon einen Tag nach einem entsprechenden Bericht in der Tageszeitung Hannoverscher Anzeiger wurde Georg Kindermann am 12. April 1896 in dem Ausflugslokal Bella Vista einer der Mitbegründer des „Hannoverschen Fußballclubs von 1896“. Gemeinsam mit seinen ehemaligen Mitschülern August Bormann, Arnold Fokke, Fritz Hoffmann, Fritz Köllermeyer, Franz und Wilhelm Namendorff, August Riehn und Ernst Witte spielte er mit dem von Fricke gestifteten ersten Rugbyball anfangs auf dem Spielplatz neben dem Schützenhaus bei Bella Vista nahe dem späteren Standort des Niedersachsenstadions. Am 2. November 1896 war Georg Kindermann zudem einer der Spieler des ersten Wettspiels in der Geschichte des Vereins Hannover 96 gegen die B-Mannschaft des damals noch DFV 78 genannten Vereins. Als Spieler bei Hannover 96 wirkte Kindermann dann bis 1899. Kindermann war in den Jahren 1939 und 1940 Präsident des von ihm mitgegründeten Vereins Hannover 96.
Unter anderem zeichnete Kindermann verantwortlich für die kunstvolle Bemalung der Saaldecke im ersten Vereinsheim des Sportvereins Hannover 96 am Misburger Damm, der historischen zum Pferdeturm führenden Chaussee, die später in Hans-Böckler-Allee umbenannt wurde.
Nach seiner Ausbildung oder seinem Studium lehrte Georg Kindermann in Hannover als Professor an der dortigen Kunstgewerbeschule. Zu seinen Schülern zählte beispielsweise der Maler und spätere Lehrer Karl Pohle. Kindermann gestaltete im Ersten Weltkrieg unter anderem Kriegspostkarten, nach dem Krieg jedoch auch Buchausstattungen wie den Einbandentwurf zu einer Zinnober-Festschrift von Kurt Schwitters.
Aus dem Jahr 1927 oder 1928 stammen mehrere Fotografien, die einen Teil der Künstlergruppe um Kurt Schwitters bei den Vorbereitungen zum Zinnoberfest zeigen, die im zeitlichen Abstand von wenigen Sekunden wahrscheinlich in der Atelier-Wohnung von Karl Reinecke-Altenau in Hannover-Linden in der Blumenauer Straße 8 aufgenommen wurden: Die Lichtbilder zeigen Schwitters über einen Tisch gebeugt, während „Prof. Kindermann“, Carl Buchheister, Käte Steinitz, Hans Völker und Reinecke-Altenau ihn umringen.

## Bekannte Werke (Auswahl)
- Entwurf des Einbands für die Zinnober-Festschrift, mit Beiträgen unter anderem von Kurt Schwitters, Ferdinand Osten, Karl Reinecke-Altenau, Hans Völker und Walter Gieseking[9]

## Archivalien
Archivalie von und über Georg Kindermann finden sich beispielsweise
- im Archiv des Sportvereins Hannover 96: verschiedene Mannschaftsfotos mit Georg Kindermann[2]